# Abdul Salik Khan

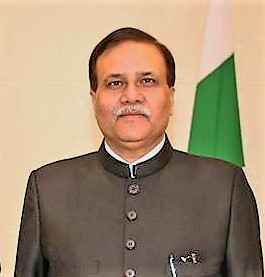
Abdul Salik Khan (2019)

Abdul Salik Khan ist ein pakistanischer Diplomat.

## Werdegang
Khan begann im pakistanischen Außenministerium 1988 als Desk Officer in der Abteilung Kanada und Lateinamerika und von 1990 bis 1991 in der Abteilung Vereinte Nationen. Von 1991 bis 1995 arbeitete er in der Vertretung im Oman. Zurück im Außenministerium war er Desk Officer und geschäftsführender Direktor der Abteilung Südasien von 1995 bis 1996 und von 1996 bis 1997 stellvertretender Protokollchef des Camp office in Quetta. Von 1997 bis 2000 war er in der pakistanischen Botschaft in Deutschland tätig und von 2000 bis 2004 im Jemen. Im Außenministerium folgten dann die Posten des Direktors für die Golfregion (2004 bis 2005) und des Direktors der Abteilung China, Japan und Korea (2005 bis 2006).
Khan war von 2006 bis 2010 Minister und stellvertretender Chef der pakistanischen Botschaft in Peking, von 2010 bis Dezember 2012 Generalkonsul Pakistans im saudi-arabischen Dschidda und von Januar 2013 bis Januar 2015 Generaldirektor im pakistanischen Außenministerium.
Von Februar 2015 bis Juli 2018 war Khan pakistanischer Botschafter in Kasachstan. Am 16. Juli 2018 wurde er pakistanischer Botschafter in Indonesien, Osttimor und bei den ASEAN mit Sitz in Jakarta. Sein Beglaubigungsschreiben übergab Khan bei den ASEAN am 16. August 2018 und in Osttimor am 1. März 2019. 2021 wurde Muhammad Hassan neuer Botschafter in Jakarta.

## Sonstiges
Khan hat einen Master-Titel in Literatur und ein Diplom in Nationaler Sicherheit. Zudem nahm er an einen Arabischsprachkurs an der American University in Kairo teil.
Er ist mit Fauzia Durrani Salik verheiratet und hat zwei Töchter und einen Sohn.